# Drepanosticta moorei
Drepanosticta moorei – gatunek ważki z rodziny Platystictidae. Występuje endemicznie na Filipinach.